# Marcin Śmiglecki
Marcin Śmiglecki, łac. Martinus Smiglecius, inne formy nazwiska: Martinus Leopolitanus, Marcin Lwowianin, Śmigielski, Śmiglekius, Śmigletius, ps. „Jeden Miłośnik Ojczyzny” (ur. 11 listopada 1563 we Lwowie, zm. 26 lipca 1618 w Kaliszu) – polski filozof, logik i teolog, polemista religijny, jezuita.

## Życiorys
Urodził się we Lwowie, w rodzinie pochodzącej ze Śmigla. Prawdopodobnie był synem Wojciecha i Anny Wilczkówny. Początkowe nauki pobierał w lwowskiej szkole katedralnej. Już wtedy, swymi zdolnościami zwrócił uwagę Jana Zamoyskiego, który posłał Śmigleckiego do szkół jezuickich w Pułtusku. Dzięki hojności Zamoyskiego, w sierpniu roku 1580, wyjechał z bratem do Rzymu. Kilka miesięcy później (1581) wstąpił do zakonu jezuitów. Studiował filozofię i teologię w rzymskim Collegium Romanum, m.in. pod kierunkiem F. Suáreza i R. Bellarmina (1582-1585). Latem roku 1585, przez Mediolan, wrócił do Polski i udał się do Wilna, gdzie przez 4 lata wykładał w tamtejszej Akademii filozofię (1586-1590), przez kolejne 10 lat teologię (1590-1600). W roku 1588 przyjął święcenia kapłańskie, a w roku 1594 uzyskał doktorat teologii. Przez szereg lat był rektorem kolegiów jezuitów, kolejno w: Pułtusku, Poznaniu, Kaliszu oraz zarządzał domem profesów w Krakowie. Kilkukrotnie był deputatem zakonu na kongregacjach generalnych w Rzymie. Słowem i pismem zwalczał arian. Wielokrotnie polemizował z F. Socynem i W. Smalciusem.

## Twórczość
Autor monumentalnego dzieła (1632 strony) pt. Logica – wydawanego w Niemczech (Ingolstadt 1618) i 3-krotnie w Anglii (Oksford 1634, 1638, 1658). Korzystał z niego m.in. John Locke podczas swych studiów w Oksfordzie. Jest jednym z najwybitniejszych logików i pisarzy filozoficznych dawnej Polski. Obszerny traktat Logica wyrósł z wykładów prowadzonych w Akademii Wileńskiej w roku 1586/1587. Obok logiki Śmiglecki uwzględnia także wiele problemów metafizycznych. Logica przez długi czas była jednym z najlepszych i najbardziej rozpowszechnionych podręczników na Zachodzie, zwłaszcza w Anglii, gdzie korzystano z niego jeszcze w połowie XIX wieku. W filozofii Śmiglecki, opierając się na poglądach Arystotelesa, uwzględnia różnych jego komentatorów, zwłaszcza Tomasza z Akwinu i Franciszka Suáreza. W wielu kwestiach przedstawia własne poglądy. Nowsze badania wykazują, że „Śmiglecki jest w Polsce inicjatorem nurtu metafizyki neoscholastycznej, którego kontynuacją jest w jakimś sensie metafizyka Leibniza i Wolffa”.
Śmiglecki jest również autorem traktatu ekonomiczno-etycznego O lichwie (Wilno i Kraków 1596), który miał później kilkanaście wydań. Opublikował też kilkanaście rozpraw teologicznych.

### Ważniejsze dzieła
- Opisanie disputacyjej nowogrodzkiej[3], wyd. W. Zajączkowski, Wilno 1594
- O bóstwie przedwiecznym Syna Bożego[4], Wilno 1595, drukarnia Akademii T. J. (polemika z pracą F. Socyna pt. Refutacja książek, które X. Jakub Wujek, jezuita, wydał roku 1590, Kraków 1593)
- O lichwie i trzech przedniejszych kontraktach: wyderkowym, czynszowym i towarzystwa kupieckiego nauka krótka[5], Wilno 1596, drukarnia Akademii T. J.; wyd. następne: Wilno 1596; Kraków 1596; Kraków 1604; rozszerzone pt. O lichwie i wyderkach, Kraków 1607; Kraków 1613; Kraków 1619; Kraków 1621; Kraków 1640; Wilno 1641; Wilno 1753
- Absurda synodu toruńskiego[6], b. m. w. 1596
- Dysputacja wileńska[7], wyd. P. Wołłowicz, Wilno 1599; wyd. następne: Kraków 1599
- O jednej widomej Głowie Kościoła Bożego, Wilno 1600, drukarnia Akademii T. J. (jest to dalszy ciąg Dysputacji wileńskiej)
- O dziesięcinach z Pisma Świętego zebranie krótkie[8], Kraków 1604, drukarnia Łazarzowa; wyd. następne: Kraków 1648; Sandomierz 1728; Kraków 1765; Warszawa (brak roku wydania)
- Nodus Gordius, seu de vocatione ministrorum disputatio, Kraków 1609.
- Vana sine viribus ira ministrorum evangelicorum, Kolonia 1611.
- Nova monstra novi arianismi seu absurdae haereses a novis arianis in Poloniam importatae [...] refutatae[9], Kraków 1612.
- Verbum Caro factum[10], Kraków 1613.
- De baptismo adversus Hieronymum Moscorovium liber unus, Kraków 1615.
- De Christo vero et naturali Dei filio [...] libri duo[11], Kraków 1615.
- De erroribus novorum arianorum libri duo[12], Kraków 1615.
- De ordinatione sacerdotum in Ecclesia romana, adversus J. Zaborovii [...] dissertationem, Kraków 1617.
- Logica... selectis disputationibus et quaestionibus illustrata...[13], Ingolstadt 1618, drukarnia E. Angermaria; wyd. następne: Oksford 1634; Oksford 1638; Oksford 1658; przedruki późniejsze zob. A. Z. (Zaremba): „Śmiglecki Marcin”, Encyklopedia kościelna Nowodworskiego, t. 26 (1903), s. 26 (dzieło cenione w XVII w. w Anglii i we Francji).

### Listy i materiały
- Do J. Zamoyskiego, dat. w Rzymie 8 września 1581, wyd. J. Siemiński Archiwum Jana Zamoyskiego, t. 2, Kraków 1909, s. 57–58
- Do pośrednika dysputy wileńskiej w roku 1599, wyd. M. Wiszniewski Historia literatury polskiej, t. 6, Kraków 1844, s. 90–91 przypis.
- List J. Zamoyskiego, dat. w obozie pod Pskowem 24 grudnia 1581 – do biskupa Piotra Dunina Wolskiego, dotyczący m.in. wstąpienia M. Śmigleckiego do zakonu jezuitów; wyd. T. Wierzbowski Materiały do dziejów piśmiennictwa polskiego, t. 1, Warszawa 1900, s. 239–240 (z błędami); J. Kojałowicz Dniewnik posledniego pochoda Stiefana Batorija na Rossiju, cz. 2, Petersburg 1867, nr 143 (z błędami); J. Siemieński Archiwum Jana Zamoyskiego, t. 2, Kraków 1909, s. 158–159 (poprawnie)
- Korespondencja Jana Zamoyskiego z lat 1580–1584 ze: Stanisławem Reszką, Jerzym Tyczynem, Piotrem Duninem Wolskim – dot. pobytu M. Śmigleckiego w Rzymie i wstąpienia do zakonu jezuitów; wyd. J. Siemieński Archiwum Jana Zamoyskiego, t. 2, Kraków 1909; t. 3, Kraków 1913.

### Utwór o autorstwie niepewnym
- Przestrogi do sumnienia należące, brak miejsca wydania 1632; wyd. następne: brak miejsca wydania 1632; Wilno 1765 (autorstwo według J. Wielewickiego; według K. Estreichera utwór uległ przeróbkom w roku 1632); zob. także: J. Trypućko „Polonica vetera upsaliensia”, Uppsala 1958, Acta Bibliothecae R. Universitatis Upsaliensis, t. 13, poz. 2596.